# Raúl Acha
Raúl Acha Sáenz conocido como Rovira en los carteles (Buenos Aires, 3 de marzo de 1920 - Cuernavaca, 4 de junio de 2007), fue un torero y representante artístico argentino. Como torero salió cuatro veces por la puerta grande de Las Ventas. Posteriormente dirigió la carrera artística de su hijo Emmanuel.

## Biografía
De padres españoles, nace Raúl Acha Sáenz el 3 de marzo de 1920 en la Ciudad de Buenos Aires, donde sus padres -Esmeraldo Acha, bailaor y guitarrista, e Isabel Sáenz-, tenían diversos negocios entre los cuales destacaba uno muy próspero de carnes de exportación. A principios de los años 1930 se van a vivir a Carabanchel en Madrid, ahí participa en capeas de pueblos de la provincia y desarrolla su interés por la tauromaquia. Tras la guerra civil española, y una estancia en un campo de concentración en Francia, regresa a Argentina, donde realiza los más diversos trabajos. Sin embargo, marcha al Perú para continuar dedicándose a los toros, participando en novilladas. Es ganador del Trofeo de la Feria de Lima antecesora de la Feria del Señor de los Milagros en el año 1944. Tras una campaña corta en el Perú, regresa a España para la temporada de 1945-46 en donde por su excelente técnica como estoqueador se convierte en uno de los novilleros punteros de la temporada española. 
Tomó la alternativa en España el 24 de junio de 1946, en Barcelona siendo su padrino de Manuel Escudero junto con Julián Marín y el mexicano Luis Briones. El toro de la ceremonia se llamaba: "Mochuelo" de Arturo Sánchez. Debido al muy notable éxito obtenido repitió siete veces en esta plaza en tan solo dos meses. Ese mismo año, el 10 de octubre, tomó la confirmación en Las Ventas, con toros de Joaquín Buendía, siendo su padrino "Gitanillo de Triana" y testigo Agustín Parra "Parrita". Participó, con gran éxito, durante los siguientes años en plazas de España, México y Sudamérica. Acha salió por la puerta grande de Las Ventas en cuatro ocasiones: en 1947, 1948, y dos veces en 1949. El 12 de junio de 1947 actuó en Las Ventas en la corrida a la que asistió Eva Perón, en calidad de torero nacido en Argentina. Años después se enemistaría con el propio Perón por obstaculizar la celebración de una corrida de toros en Buenos Aires organizada por Rovira. Es el torero peruano con más puertas grandes en Las Ventas, plaza en la que cortó un total 12 orejas. Además, es el único torero americano en haberse encerrado Las Ventas. El 3 de julio de 1949 se encerró con seis toros de la ganadería de Marqués de Albayda, saliendo por la puerta grande. El festejo tuvo lugar dos días antes de la encerrona de Dominguín, gallo de la escena taurina de los años cuarenta, en la Corrida de la Prensa, que además fue deslucida. La rivalidad entre ambos culminó con una bofetada de Rovira a Dominguín en la Feria de Lima de 1949, y la orden de Dominguín a su cuadrilla de escarmentar a Rovira tras la corrida. Debido esta enemistad con Dominguín, a partir de 1950 prosiguió su carrera en América, no regresando a España hasta 1962.
Fue un torero de su época, muy atlético, luchador, decidido y arriesgado, considerado un torero de leyenda por la reciedumbre de su personalidad. Era un hombre alto, lo que le daba una presencia desgarbada pero al mismo tiempo le daba ventajas sobre el morrillo de los toros. En una entrevista realizada por Carmelo Torres a principio de los años ochenta, describió la manera de lograr su técnica depurada y única para no fallar al momento de entrar a matar, que aprendió precisamente de su padre, quien era un experto en la morfología de los bovinos por su experiencia previa en el negocio de cortes de carnes. Explicaba Rovira que entrenaba con sus estoques directamente sobre los troncos de los árboles en la Casa de Campo de Madrid utilizando el empuje de todo su cuerpo usando el pecho como palanca. Esto hacía que lo que en otros toreros hubiera podido ser un pinchazo en hueso, él lograra traspasar omóplatos o vértebras en un solo intento con una efectividad superior al 90%. El 1 de enero de 1950 confirmó la alternativa en la Plaza México, teniendo de padrino a Luis Castro "El Soldado" y como testigo al texcocano Jorge Medina. Se retiró en la plaza de toros de Acho el 15 de marzo de 1964, toreando posteriormente en festivales benéficos.
Después de su retiro como torero activo, se dedicó a ser apoderado de toreros como Alfredo Leal o Antonio Lomelín. Además fue empresario taurino con la gestión de la plaza de toros de Acho y otras plazas en México y Sudamérica. Desde mediados de los años 70 se dedicó completamente a manejar los intereses de su hijo Emmanuel, siendo uno de los factores administrativos más importantes para el desarrollo de esa espectacular carrera, residiendo cuando no estaban de gira, en el Sur de la Florida. En 1995 se inauguró el busto de Rovira frente al museo taurino de la plaza de toros de Acho, en un homenaje al que asistieron Emmanuel, Juanito Bienvenida, Manolo Lozano, Calesero, Guillermo Salas, Manuel Alejandro y otros amigos del torero. En el año 2005 regresa a México donde falleció a consecuencia de un infarto el 4 de junio del 2007 en la Ciudad de Cuernavaca.

## Vida personal
Tuvo dos hermanos, Ovidio y Angelines, quién se casó con el empresario taurino Federico Lafuente López.[cita requerida] Contrajo matrimonio en Perú con Yolanda Díaz. De este matrimonio tuvo a Isabel, Pilar, Esmeralda y Raúl. Contrajo matrimonio en segundas nupcias con la gaditana artista de copla Conchita Martínez, quien estrenó Romance de la Reina Mercedes y protagonizó La morena de mi copla (1946). De este matrimonio tuvo a Raúl, Marioli y el popular cantante Emmanuel, siendo abuelo de Alexander Acha. Tras quedar viudo contrae nuevas nupcias con Josefina Dupont, con quien tuvo dos hijos: Erik y Dick, empresario taurino.